# Canal de Bellús a Játiva
El Canal de Bellús a Játiva, en la provincia de Valencia (España), nace en la fuente de Bellús, en medio de lo que se conoce como Senda de l'Estret de les Aigües. Se trata de una monumental obra hidráulica de gran magnitud y belleza, que bordea el margen izquierdo del río Albaida, atraviesa la partida de l’Ambastida y El Pla hasta llegar a Játiva por la puerta de Cocentaina. El nacimiento se produce mediante un manantial censado por el instituto geográfico militar de España con el número 1026. Dicho nacimiento se encuentra en el término municipal de Bellús situándose, en la estribación nororiental de la Serra Grossa. El canal nace a 112,73 metros de altitud y tiene un longitud de 7158 metros. Recorre tres términos municipales, Bellús, Genovés y Játiva, hasta llegar a esta última población. Bajo el suelo, la tubería está construida con una sucesión de cuerpos de cerámica de 1,74 cm de grosor y 84 cm de diámetro. Esta obra se reforzó en el exterior con argamasa. Los respiraderos facilitaban la entrada de los niños que limpiaban antiguamente las tuberías y arreglaban los desperfectos.
En Genovés, en la partida de Alboy, se encuentran las Arcadas de Alboy, un acueducto formado por nueve arcos apuntados, de época gótica, con sillares y dimensiones desiguales, de cien metros de longitud y unos veinte de altura. Este acueducto con sus nueve arcos y sus más de 200 metros de longitud, construido posiblemente en el siglo XI, es uno de los más espectaculares de estas comarcas.
Catalogado como Bien de Interés Cultural, con el código 46.23.145-019, y denominación: Canal de Bellús a Játiva, también se recoge otra denominación: Acueducto de Alboy. Arcadetes de Alboy. Su declaración fue singular, contando con anotación Mº: RI-51-0011170, desde el año 2005.

## Descripción
La conducción bordea la margen izquierda del río Albaida desde el manantial hasta la partida que se conoce como de l'Ambastida por el camino donde se desvía hacia la partida de "El Pla" por el camino de la casa Sumsi hasta llegar a la puerta de Cocentaina de la ciudad de Játiva. Los accidentes topográficos encontrados a lo largo del trazado del canal (barranco de la Casa Cuadrado, barranco del Pont Sec, barranco de Angeliu o barranco de San Antonio) se salvan mediante arcadas de distinta longitud y que en un principio se ejecutaron en madera y, después según consta en crónicas escritas se rehicieron en obra de fábrica. Las otras dificultades orográficas son salvadas mediante excavaciones en el terreno y resueltas mediante un sistema de alcavones o bóvedas de ladrillo tabicadas.
La primera de las arcadas es la que salva el barranco denominado del Quadrado o de la Font Quintana. Está compuesto por dos arcos, uno apuntado y otro más pequeño de medio punto, que consiguen una amplitud en planta de unos cinco metros, están construidos con lajas de piedra. Después de atravesar la pedanía de Alboy se encuentra el acueducto del barranco del Pont Sec denominado Arcadas de Alboy, consistente en una sucesión de nueve arcos apuntados, de época gótica, realizados con sillares y con dimensiones desiguales. Su longitud total es de unos cien metros y la altura es de unos veinte sobre el punto más bajo. Más adelante, una vez pasada la zona de la Corona de la Estrela, se encuentra la última de las arcadas que quedan en pie. Se trata de una conducción de obra de mampostería compuesta por dos arcos apuntados realizados en ladrillo y cuya altura total sobre el nivel del barranco no supera los seis metros. Durante el transcurso del canal se observan una serie de elementos verticales circulares denominados respiralls, por donde el conducto comunicaba con el exterior durante su trayecto subterráneo. La carencia y disposición de éstos no seguía ninguna regla marcada pero se colocaban para favorecer tareas de limpieza, captación de agua puntual o de nivelación y escape de aire encerrado. Se conservan alrededor de setenta.
La limpieza y reparación anual del canal se llevaba a cabo en Cuaresma, para ello, se almacenaba agua en un aljibe situado en la plaza de San Pedro, se interrumpía el paso del agua, vertiéndola al río, y se procedía a "enllacar" la conducción con una pasta, llamada "llaca", hecha con aceite y arcilla, con la que se reparaban grietas y fugas.
De la distribución del agua que transporta el canal tenemos que decir que se divide en filas de agua. Antiguamente, según constatan los escritos de Jaubert de Passa, se distribuía en diez filas de agua. El orden de éstas es el siguiente:
- La primera corresponde a la denominada "Pla de la mesquita" o "belluset ", está situada una vez pasada la zona de la Corona del l' estrela y en la zona que se llama Pla de la mesquita. Da riego a 304 hanegadas (504 según Alfred Boluda) dividida en siete tandas.
- La segunda, denominada del portal de Cocentaina o de la bassa del mercat se sitúa antes de entrar en la ciudad. De esta fila antiguamente se daba movimiento a un molino arrocero, se alimentaba una balsa y una fuente pública y daba riego a 380 hanegadas (1150 según Alfred Boluda) de la partida dels Cremats, repartidas en ocho tandas.
- Se reparten siete filas para el consumo humano y para abastecer gran número de fuentes públicas y privadas, tras lo cual, los sobrantes formaban una tercera fila para uso agrícola, denominada fila del Lleonet, se distribuía en ocho tandas y regaba 360 hanegadas de la partida del Lleonet (1152 según Alfred Boluda).
- La última era la denominada “fila de la bassa de les barreres" y alimentaba la balsa y el molino de la Virgen. Se dividía en ocho tandas y regaba 330 hanegadas de la partida de la Vila (1536 según Alfred Boluda).[1][6]

En el interior de la población el agua se distribuía de una manera muy similar a la de la ciudad de Damasco. Del canal principal salían pequeñas derivaciones que desembocaban en unas arquetas de piedra llamadas partidors enterradas por debajo de la vía pública. Estos distribuidores estaban divididos en compartimentos atravesados por orificios de diverso calibre por donde el agua discurría hasta los domicilios con derecho y fuentes públicas. El reparto de fuentes varía entre los planos y manuscritos encontrados siendo el referente más fiable por no entrar en contradicciones el datado a finales de 1700 y conservado en la Biblioteca Nacional. En dicho documento se describen las quince fuentes reales, ocho vecinales y un número por determinar de fuentes particulares. La distribución del agua se realizaba por caños de distintas plomes (unidad de superficie de los conductos). En otro documento de estudio realizado por Gonzalo Viñes Masip se define la cantidad de fuentes que había cuando se formaron las ordenanzas generales de la ciudad. Estas eran quince reales, siete vecinales y setenta particulares.
Partes integrantes del canal:
- El canal histórico y su tramo abandonado, entre el barranco del Pont Sec y el barranco de la Canal de Ferro (Senda de Diego), con sus respiradero s o respiralls y sus arquetas de piedra o partidors.
- Arcadas o arcadetes del barranco de l'Angeliu o de San Antonio.
- Arcadas o arcadetes de Alboy.
- Arcadas o arcadetes del barranco del Quadrado.

Fuentes Reales:
- Fuente de los veinticinco caños.
- Fuente del Aldomar.
- Fuente de la Trinidad.
- Fuente de San Francisco.
- Fuente de Fernando VII en la plaza del San Jaime.

Fuentes vecinales:
- Fuente de Piñana en la plaza de la Morera.
- Fuente del Ángel.
- Fuente de los peces de la Alameda.
- Fuente del León.[1][6]

## Historia
La fecha exacta de construcción del canal de Bellús se desconoce debido a las pocas referencias y datos que existen. El historiador Mariano González Baldoví afirma que fue construido con anterioridad al siglo XII, pues se conoce concesión por parte del rey Jaime I de Aragón en 1264 del uso de unos baños y de una fuente en la ubicación donde actualmente se encuentra la fuente de los veinticinco caños. Pero el dato más aclarador del posible origen anterior a la conquista del canal radica en que el asedio al que estuvo sometida Játiva por el rey Jaime I. Este se situó en un lugar estratégico denominado l'Ambastida. Este montículo se encuentra entre el río Albaida y las Arcadas de Alboy de manera que tenía dominada la llegada de agua a la ciudad islámica. Sin embargo otros historiadores, como Martí de Viciana (1563) y Francisco Diago (1613) principalmente sitúan su construcción después de la conquista cristiana de la zona. Este último en un escrito afirma:

La ciudad de Játiva emprendió en tiempos pasados, después de la conquista traher encañada la fuente de Belluz, y con aver hecho innumerables gastos no salió de esta empresa con entera perfección, porque aunque llegó la fuente a la ciudad, no parecia negocio de durada, ni llegava con el ser que convenía y así por avenidas de agua se destruyó el caño y se perdió el agua cerca del año 1400 con harto sentimiento de la ciudad; porque sin ella se quedava como sin vida y salud y hermosura porque en el verano los aires calientes que solian refrescarse con aquella agua dividida, para no serie de daño, perdieron este regalo y medicina. La ciudad avesada a aquel regalo, hubo de esforzarse a emprender aquel caño otra vez y por diferente parte y camino para que estuviese libre y seguro de las avenidas de agua, y hallóse que se podía labrar el caño en la misma roca donde nasce el agua y encañarla allí mismo y por la falda del monte adelante y fue cosa extraña que no faltó quien emprendió la fábrica del caño hasta la ciudad por mil quinientos florines; emprendióla a la fin en 1407 y túvola acabada en dos años y medio a los primeros de abril de 1410 que fue diligencia de estima.

Se conserva también un documento que hace referencia a la acequia de Bellús titulado Llibre del repartiment de la Séquia de Bellús del año 1680. Es importante citar que la acequia de Bellús es nombrada por todos los historiadores y observadores como de las más importantes, tanto por su carácter de necesaria para el consumo humano como por el ingenio por su trazado. No es en vano que Cavanilles en sus Observaciones o Jaubert de Passa en sus estudios de canales de riego levantinos describan con admiración el canal y en general todo el sistema. El documento más importante que hace referencia a la acequia lo tenemos en el Libro de las Ordenanzas de San Phelipe (1750) en el cual en la tercera parte del título décimo se dedica a noticias de la fuente de Bellús y marca ordenanzas para su gobierno. En dichas ordenanzas aparece un privilegio de 1404 en el cual el rey Martín I da facultad a la ciudad para imponer sanciones y multas a aquellos que atenten contra la "más copiosa acequia" de la ciudad. En el Archivo municipal de Játiva se conservan los siguientes legajos relativos a la construcción de la acequia:
- Visuras y otras diligencias de la acequia de Bellús. Legajo 615. Año 1747. Consiste en un legajo que recopila toda la información de desperfectos y otras incidencias que se producen en el canal.
- Libro visorio de la acequia de Bellús. Legajo 1738/6. Años 1817-1926. Consiste en un libro donde se repasa la acequia y se anotan los desperfectos a reparar así como el informe del arquitecto municipal D. Francisco Cuenca.
- Libro para ventas de sobrantes de agua. Acequia de Bellús. Legajo 1695. Año 1872. Consiste en un libro que contiene decenas de expedientes de solicitudes de cambios de tuberías, compra de sobrantes y permisos de uso de agua en propiedades privadas y fuentes públicas. En el libro aparece una solicitud procedente de un molino urbano situado en la plaza de la Balsa, llamado de la Virgen, además de una relación exhaustiva de propietarios con derecho de uso. Correspondiente al siglo XX se encuentran, en el mismo archivo, tres proyectos que nos describen obras o reparaciones sobre el canal de Bellús.
- Proyecto de distribución de aguas de alta presión. Noviembre de 1935. Ingenieros W. Giménez de la Iglesia y Arturo Piera Barberá. De este documento cabe destacar el proyecto de la construcción de dos depósitos de 250 m³ independientes en el camino de San Antonio, a unos quinientos metros de la entrada de la ciudad. Desde aquí el agua va impulsada a dos depósitos de diferente cota (170 y 150 metros) en el núcleo urbano para conseguir una presión suficiente en el suministro urbano. Estos depósitos fueron construidos por el ingeniero José Mª Armero Plá en los años 60, están ubicados en el Bellveret.
- Conducción de aguas desde el manantial de Bellús a Játiva. Marzo de 1936. Ingenieros W. Giménez de la Iglesia y Arturo Piera Barberá. En este estudio se realiza un completo análisis topográfico de pendientes, así como una propuesta de construcción de un nuevo canal. Corresponde con el proyecto realizado de la nueva construcción que se construyó paralela a la antigua excepto en dos tramos que se resolvieron en túnel.
- Proyecto de construcción de nuevo canal de abastecimiento de agua a Játiva y reparación del existente. Conselleria de Obras Públicas, Urbanismo y Transporte. División de Recursos Hidráulicos. Játiva 1988. Este proyecto corresponde a la última intervención realizada sobre el canal que consistió en la construcción de una nueva canalización en el último tramo (camino de San Antonio) y un sifón para salvar el barranco del Pont Sec. Al parecer se destruyó el canal antiguo en los tramos en que se llegó a actuar.[1]